# 日清貿易研究所

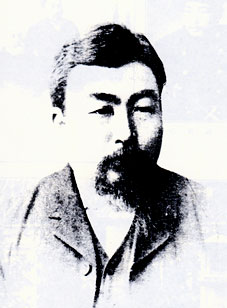
荒尾精

日清貿易研究所（にっしんぼうえきけんきゅうしょ）は、1890年から1893年にかけて清国上海に存在した日本の教育機関である。

## 概要
日本陸軍参謀本部将校荒尾精は、白人の侵略から国を守るには、日中が互いに貿易を盛んに行なうことによって経済大国となり（貿易富国）、日中が連携して白人に対抗すべきである（協同防禦）という考えを持っていた。この目的のために漢口楽善堂を拠点として大陸調査活動を行ったが（明治19～22年）、日中貿易振興のためには優秀な貿易実務担当者の育成が不可欠であることを痛感した。そこで日本政府に資金調達を働きかけ、全国を遊説して生徒を集め、上海に日清貿易研究所を設立した（明治23年）。研究所の運営は困難を極め、日清戦争の勃発とともに閉鎖されてしまう（明治26年）。研究所の卒業生は日本軍の通訳、間諜として働き、清国軍に捕まって処刑された者も多い（九烈士）。しかし、荒尾の日中提携による貿易立国の精神は盟友根津一や卒業生らによって引き継がれ、後の東亜同文書院設立となって結実した（明治34年）。

## 沿革

### 略歴

#### 日清貿易商会設立構想
荒尾は3ヵ年の清国派遣（漢口楽善堂での活動）から帰国後、「復命書」を提出した。その結論として清国に対する和親策は実効が挙がらず、攻戦策も拙劣であるから採るべきでないと述べ、具体策として対清貿易振興案である「日清貿易商会」の設立を主張した 。
貿易商会の構想は、まず上海に一大商社「日清貿易商会」を設け、清国25の開港場に支店を置いて互いに連携し、さらに日本の各商工業者と連絡して両国貿易の振興を図るというものだった。そして、その任務を遂行する者を必要とするため、別に附属研究所「日清貿易研究所」を設立し、清国の事情に通暁する優秀な人材を育成する計画だった。
荒尾は清国における我が国の商業権を拡張して西欧諸国の経済侵略に対抗し、日清両国の経済提携によって共に富強を図り、東亜の防衛を達成しようと構想した。

#### 全国遊説と資金調達
荒尾は貿易商会の設立について全国各方面に遊説を開始したが、当時の日本の国力や、世間一般の中国認識の低さのため、資金の調達は非常に困難だった。そこで商会の設立は後回しにして、まず人材育成のための日清貿易研究所の設立に全力を注ぐことにした。
日清貿易商会案と付属研究所の計画は、黒田清隆首相以下、松方正義蔵相、岩村通俊農商務相らの賛同を得、約1ヵ年にわたる全国遊説によって約300名の応募者を集め、そのうちから頭脳優秀、身体強健な青年150名を選抜した。
研究所の開設資金については、岩村農商務相が尽力し、北海道の山林払い下げにより約10万円調達の見込みがついたが、岩村大臣が病に倒れ、払下げ反対の意見もあり、この資金計画は消滅した。荒尾は、川上操六参謀次長に訴え、内閣機密費から４万円か支出されることになり、これが研究所の創立費と渡航費になった。川上はその邸宅を抵当に数千円を調達して援助、荒尾・根津も私的に金策して不足を補った。

#### 日清貿易研究所開設
明治23年（1890年）9月3日、150名の学生と研究所職員、それに日清貿易商会関係の役員等を合わせて約200名の一行は、荒尾所長に引率され、横浜丸に搭乗して清国に向かった。
7日長崎を出航、9日上海の研究所に入った。
中国家屋10軒を3棟に改造接続したもので、1棟は学生の寄宿舎にあてられ、階上が自習室、階下が寝室だった。1棟は教室で、第一教室の下が受付と応接室、第二教室の下が学生倶楽部、第三教室の下は柔道場だった。残りの1棟は主として職員の住宅にあてられた。

#### 困難をきわめる学校運営
研究所は遠大な理想を掲げて開所され、150名の学生は異郷での勉学を開始したが、まもなく思わぬ大問題に遭遇した。その一つは運営資金の枯渇であり、もう一つは熱病の大流行だった。

##### 運営資金の枯渇
荒尾は明治23年11月初句、政府の補助金受領交渉のため帰国し、漢口から根津を迎え、代理所長として後事を託した。政府は研究所に対する年間経費1万円の支出を内定していたが、当時開会された第一議会においては、自由・改進両党の合同勢力が政府の補助金支出は実現できなくなり、研究所の運営は大きな障害に直面した。

##### 熱病の大流行
一方、開学早々から、学生の間には気候風土の変化と食事の不慣れにより、下痢患者が多数発生した。また当時上海附近には湿地が多く、そのため上海熱と称する熱病が多発していた。研究所宿舎もこの奇病に襲われ、200名近い職員学生もほとんど罹患し、健康者は10余名にすぎない状況となり、課業は休講、寄宿舎は病棟に早変りした。荒尾・根津らも自ら学生の看護に当たるという非常事態となり、莫大な出費を余儀なくされ、研究所の財政を追いつめた。

##### 学生の動揺と刷新
明治23年12月28日、研究所の職員が、荒尾から資金の早急調達不能の通知を受け取った。
財政窮迫の事態は学生らに察知され、人心は動揺、次第に騒擾化の様相を呈した。
根本的な善後策を講ずる必要があるとの根津の報告書によって、明治24年2月15日、荒尾は急遽東京から帰所し、学生一人一人に会って説得し、事態は終息した。
これを機会に研究所経営の大改革を行うことになり、日清貿易商会関係の業務をやめて研究所一本に絞り、教務改善と人心刷新を計った。その後も財政難は続いたが、研究所の運営は漸次軌道に乗った。

#### 学生の卒業と実習
日清貿易商会の設立は依然困難だったので、これに代わるものとして日清商品陳列所を設けることになった。これは大阪の豪商岡崎栄三郎の出資により、26年の春から開館準備に着手することができ、その南隣に「日華洋行」と称する岡崎の商店が設けられた。
研究所の学生は、明治26年6月末に卒業式を挙行、89名に対し卒業証書が授与された。卒業生は引き続き商品陳列所で実習に当たることになっていたが、その多くが帰国したまま、学費その他の関係で帰来せず、継続実習に従事した者は約40名だった。
翌27年8月、日清戦争が起こり、実習生は英船アンヂアス号に搭乗して帰国し、日清貿易研究所は一期生のみで、3ヵ年の短命に終った。にもかかわらず，何人もの革新的企業者がこの研究所において育てられたという。

### 年表
- 1889年（明治22年）- 荒尾精、漢口楽善堂の活動を終え、清国より帰国し「復命書」を提出。
- 1890年（明治23年）- 9月上海共同租界労合路西億鑫（現・南京東路北、六合路）で開所。
- 1891年（明治24年）- 上海競馬場前（現・南京西路、人民公園西側）に移転[4]。
- 1892年（明治25年）-  『清国通商総覧』刊行。
- 1893年（明治26年）- 6月卒業式挙行。資金難のため日清貿易研究所閉鎖。
7月日清商品陳列所開設。荒尾、予備役に編入となる。
- 1896年（明治29年）-9月荒尾台湾で病死。

## 教育および研究
日清貿易研究所の科目は清語学、英語学、商業地理、支那商業史、簿記学、商業算、商業実習、貿易学、経済学、法律学、和漢文学、柔道体操などで、目的にふさわしいカリキュラムだった。

### 刊行物
- 『清国通商綜覧』

漢口楽善堂時代に荒尾精が自ら本屋を営んで多くの文献を収集し、外員の若者たちが清国内を歩いて集めた膨大な情報は、根津一によって『清国通商総覧』として結実する。
根津は荒尾の代理所長を務めつつ、1892年（明治25年）に全3巻2000ページの大著『清国通商総覧』を日清貿易研究所から成果物として刊行した。
『清国通商綜覧』は清国の商業事情をペースにしつつ、第一編は商業地理、庶制、運輸、金融、交通、生業、雑記、第二編は工芸品と水陸の産物を貿易可能な商品として紹介している。さらに気候、風俗、教育、宗教と続き、日本人の手になる初の本格的な清国地誌といえる。日本では初の中国の実態を知る書としてベストセラーとなり、日清貿易研究所の名前も有名になった。

## 社会との関わり

### 研究所の閉鎖と荒尾の死
日清貿易研究所は、運営資金の枯渇により日清戦争の直前閉校するが、荒尾自身は日清戦争のさなか活発な言論活動を展開した。
荒尾は京都で清国を保護する「対清意見」（1894年10月16日発行）や「対清弁妄」を著したあと、台湾貿易のために台北に渡り、アジアネットワークの構想を具体化しようとするが、96年、ペストにより37歳で死去した。

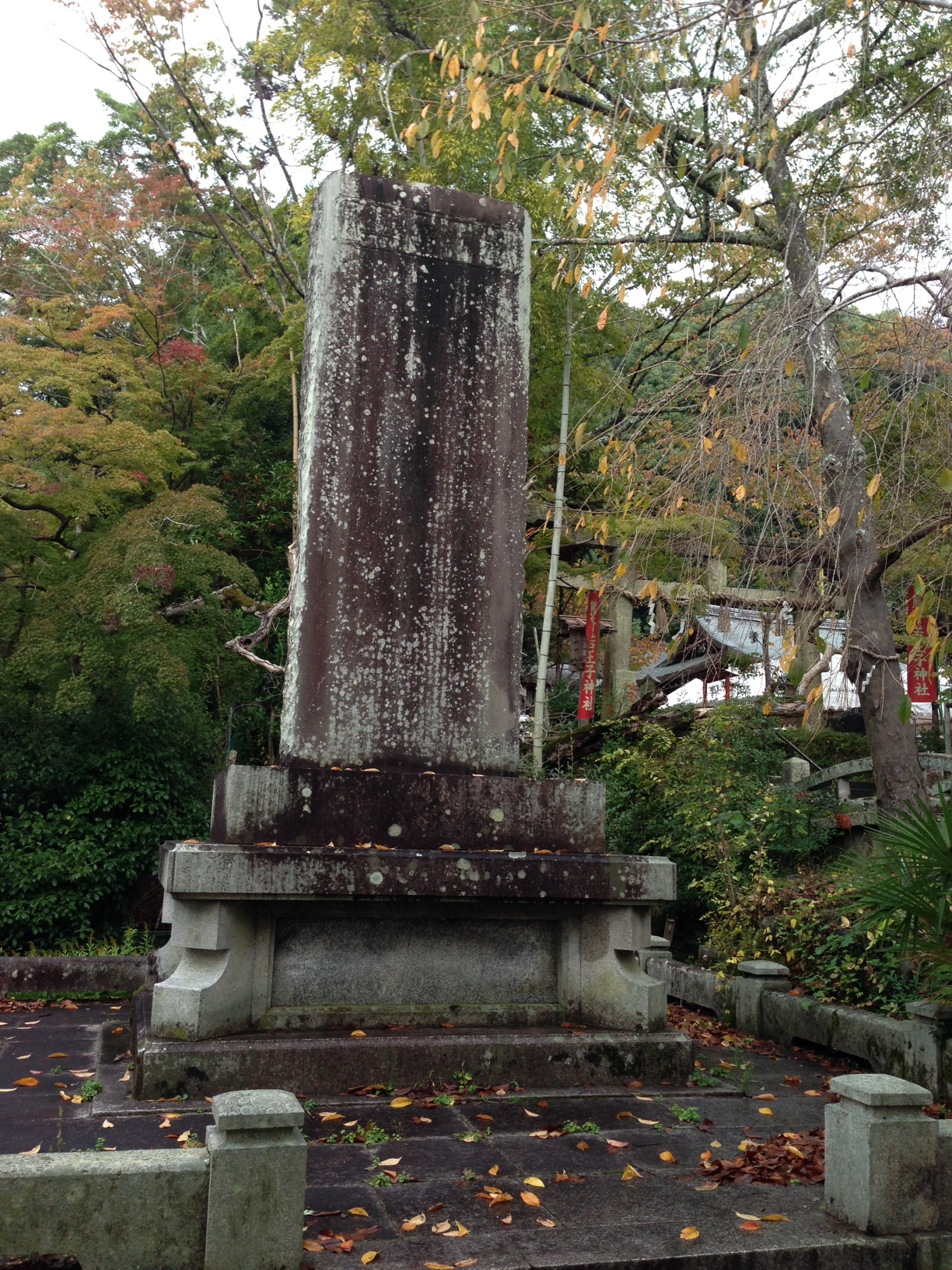
東方斎・荒尾精先生の碑、京都熊野若王子神社前
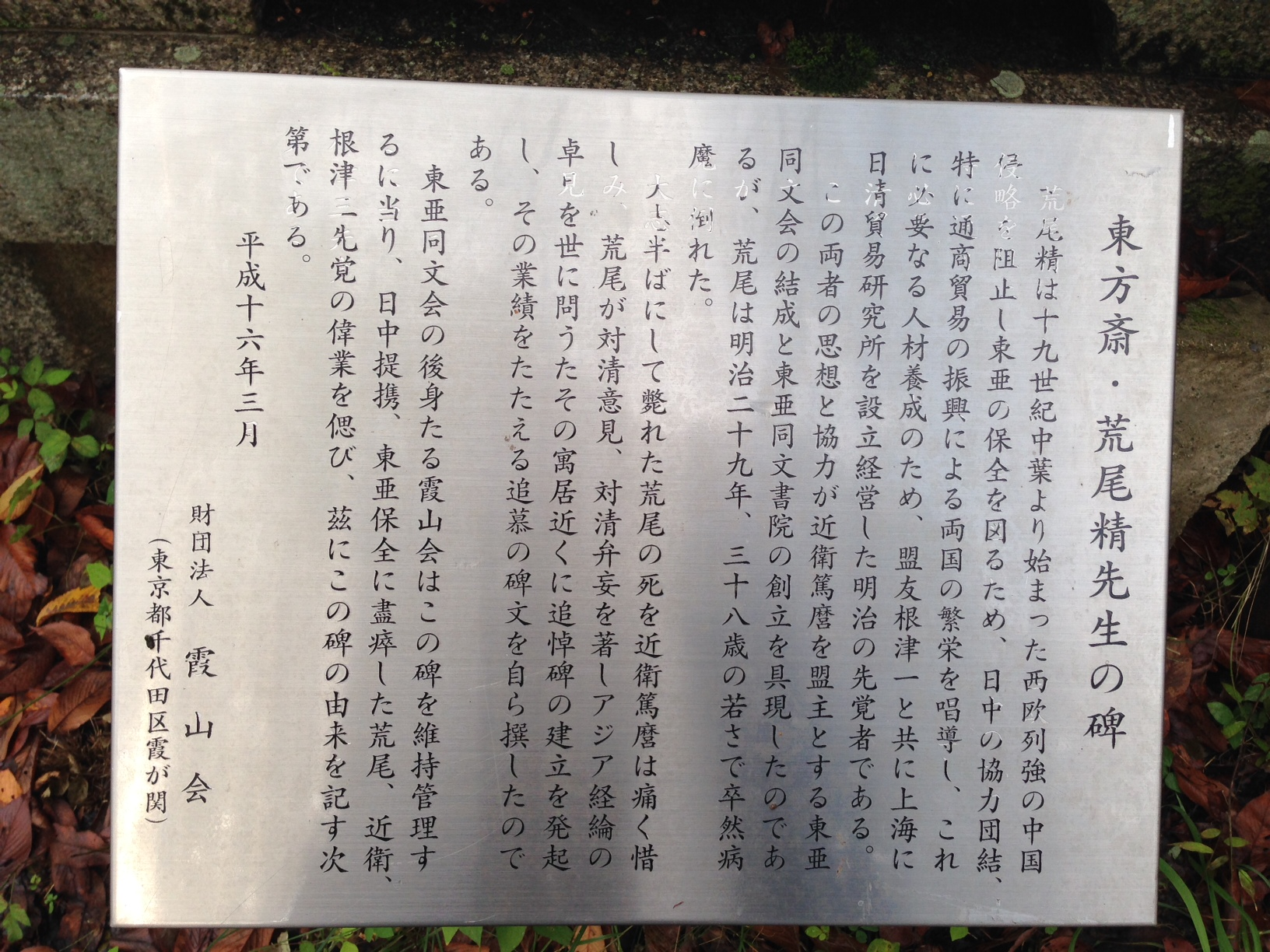
東方斎・荒尾精先生の碑・説明文